# Sông Tiền
Sông Tiền hay Tiền Giang là tên gọi của dòng chính sông Mê Kông khi chảy vào lãnh thổ Việt Nam.

## Địa lý
Sông Mê Kông khi chảy đến địa phận thủ đô Phnôm Pênh của Campuchia thì gặp một phụ lưu là sông Tonlé Sap từ hồ Tonlé Sap chảy xuống. Ngay sau đó sông lại tách ra một nhánh là sông Bassac rồi cả hai sông Mê Kông và Bassac cùng chảy theo hướng bắc - nam vào lãnh thổ Việt Nam vào lãnh thổ Việt Nam. Khi vào đến Việt Nam, dòng chính Mê Kông được gọi là sông Tiền còn nhánh Bassac được gọi là sông Hậu.
Từ Phnom Penh, sông Mê Kông chảy qua Kandal sau đó dọc theo ranh giới tự nhiên giữa tỉnh Prey Veng (tả ngạn - bờ bắc) và Kandal (hữu ngạn - bờ nam) đến biên giới Việt Nam-Campuchia. Trên lãnh thổ Việt Nam, sông Tiền chảy theo hướng Tây Bắc – Đông Nam qua các tỉnh An Giang, Đồng Tháp, Tiền Giang, Vĩnh Long, Trà Vinh và Bến Tre, rồi đổ ra Biển Đông. Sông Tiền có tổng chiều dài chính thức là hơn 234 km.

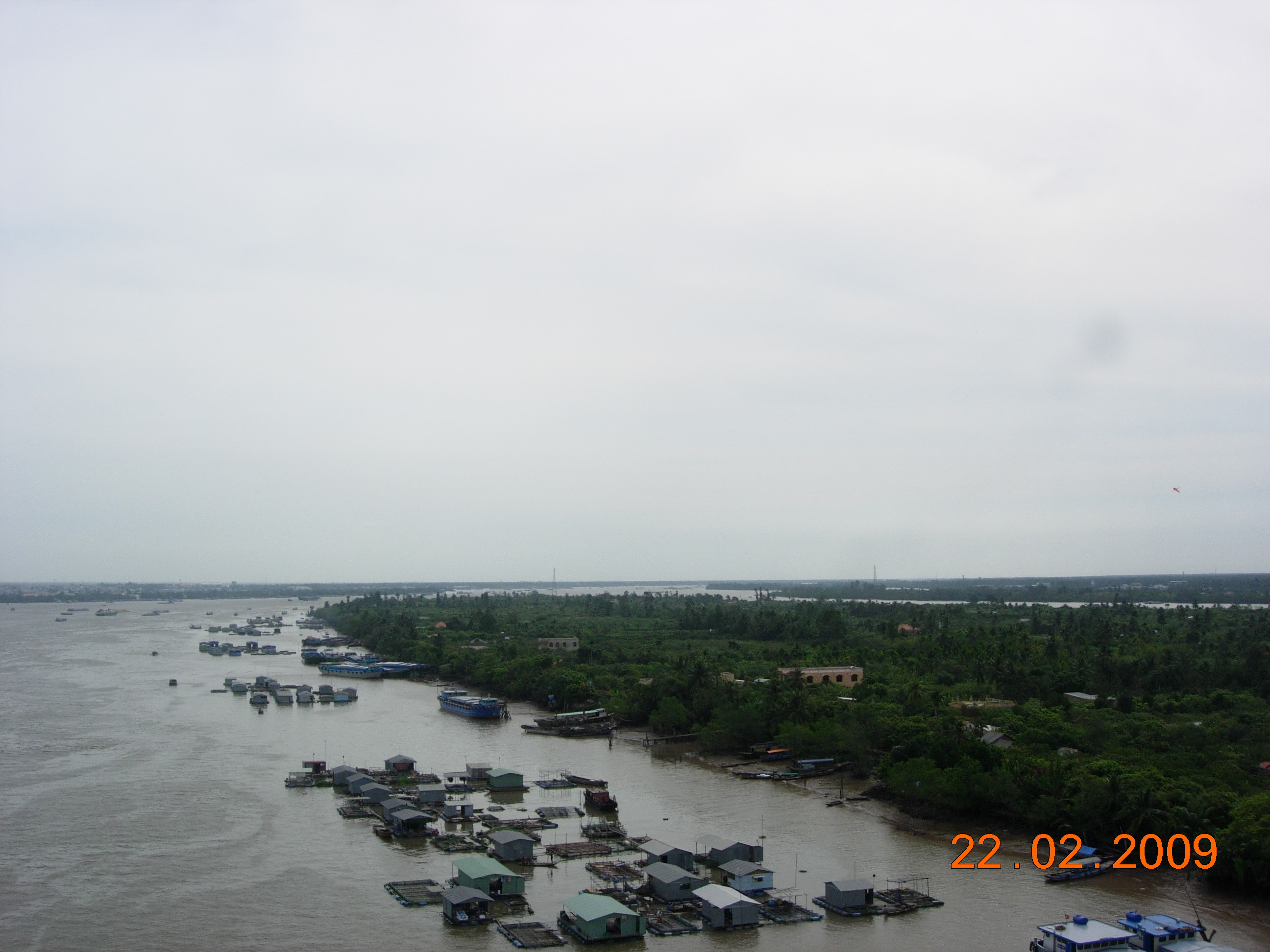
Sông Tiền đoạn chảy qua Mỹ Tho (Tiền Giang)

Sông đi vào lãnh thổ Việt Nam ở xã Vĩnh Xương (Tân Châu, An Giang) và Thường Phước 1 (Hồng Ngự, Đồng Tháp). Sông đi dọc ranh giới giữa Tân Châu và Hồng Ngự rồi đi vào Hồng Ngự, dọc theo ranh giới giữa Hồng Ngự với Tam Nông (Đồng Tháp) và Thanh Bình (Đồng Tháp). Sông tiếp tục dọc theo ranh giới giữa Thanh Bình, Cao Lãnh (Đồng Tháp) bên tả và Chợ Mới (An Giang) bên hữu. Sông lại vào sâu trong Đồng Tháp dọc theo ranh giới giữa Lấp Vò, Sa Đéc, Châu Thành bên hữu với thành phố Cao Lãnh và huyện Cao Lãnh bên tả. Sông là ranh giới tự nhiên giữa Châu Thành (Đồng Tháp) bên hữu và Cái Bè (Tiền Giang) bên tả.

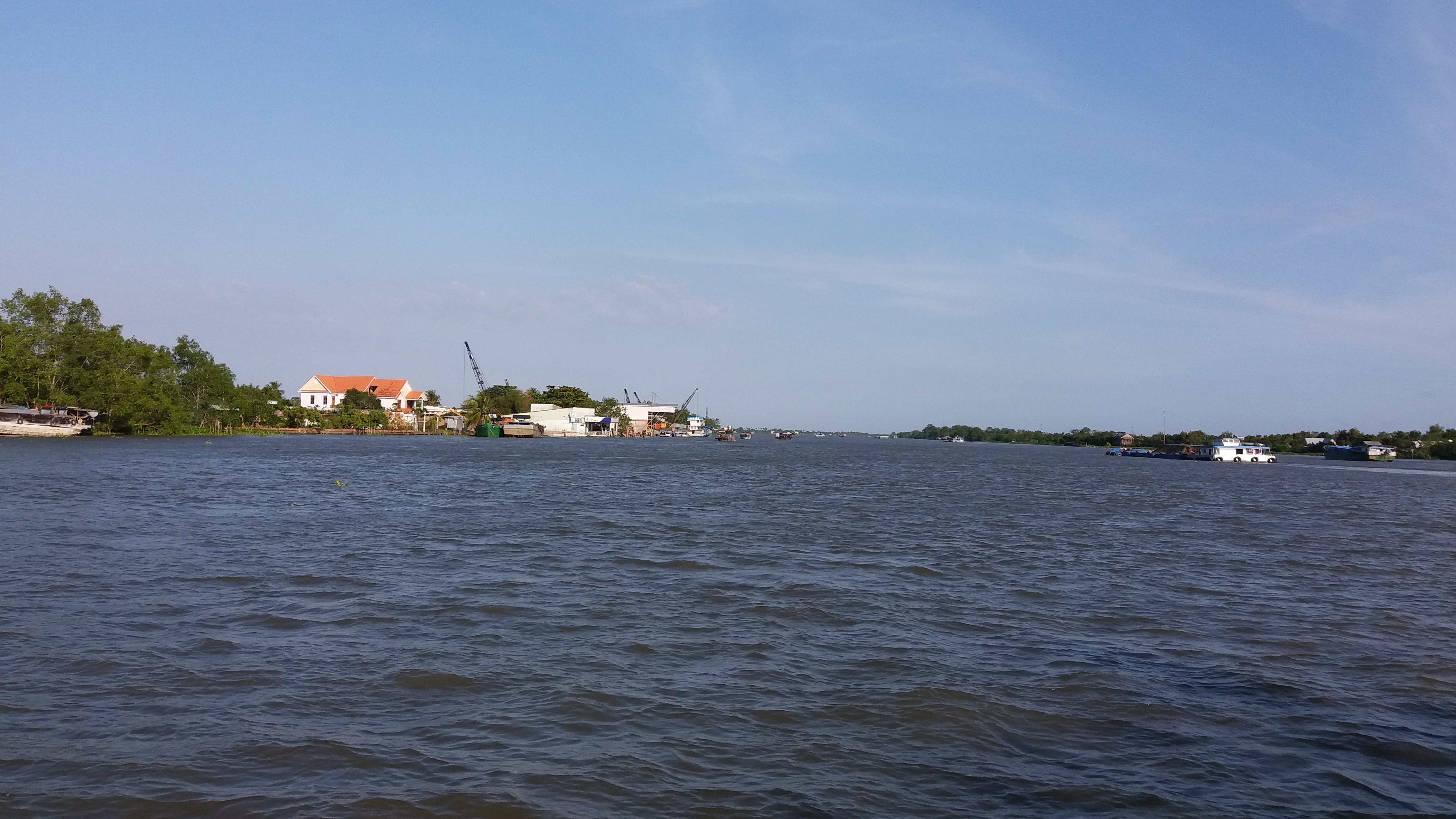
Sông Tiền tại thị trấn Cái Bè, nhìn về hướng đông.

Tới giáp ranh giữa thành phố Vĩnh Long và Tiền Giang, nó được tách làm ba nhánh lớn: sông Cổ Chiên, sông Hàm Luông và sông Mỹ Tho.
Sông Cổ Chiên chảy dọc theo ranh giới giữa Vĩnh Long, Trà Vinh (bên hữu) và Bến Tre (bên tả) đổ ra biển ở 2 cửa: cửa Cổ Chiên và cửa Cung Hầu. Hai cửa biển này được ngăn cách bởi cù lao Hòa Minh – Long Hoà huyện Châu Thành (Trà Vinh).
Sông Hàm Luông chảy trọn vẹn trong tỉnh Bến Tre, đổ ra biển bằng cửa Hàm Luông ngăn cách huyện Thạnh Phú và Ba Tri.
Sông Mỹ Tho chảy qua ranh giới Bến Tre (bên hữu) và Tiền Giang (bên tả), đổ ra biển bởi ba cửa: cửa Tiểu (Gò Công), cửa Đại (giữa Bình Đại và Gò Công) và cửa Ba Lai (giữa Ba Tri và Bình Đại).
Ngoài ra còn rất nhiều các con sông nhỏ, kênh rạch khác nối liền sông Tiền với sông Hậu, tiêu biểu là sông Vàm Nao, kênh Mương Khai - Đốc Phủ Hiền và kênh Lấp Vò - Sa Đéc.

## Tác động
Do sự biến động của dòng chảy và sự tác động của thủy triều mặn thâm nhập sâu vào trong đất liền, trên dòng sông xuất hiện nhiều cồn bãi nổi và ngầm, làm cho việc đi lại của các tàu có trọng tải lớn chắc chắn gặp nhiều khó khăn.

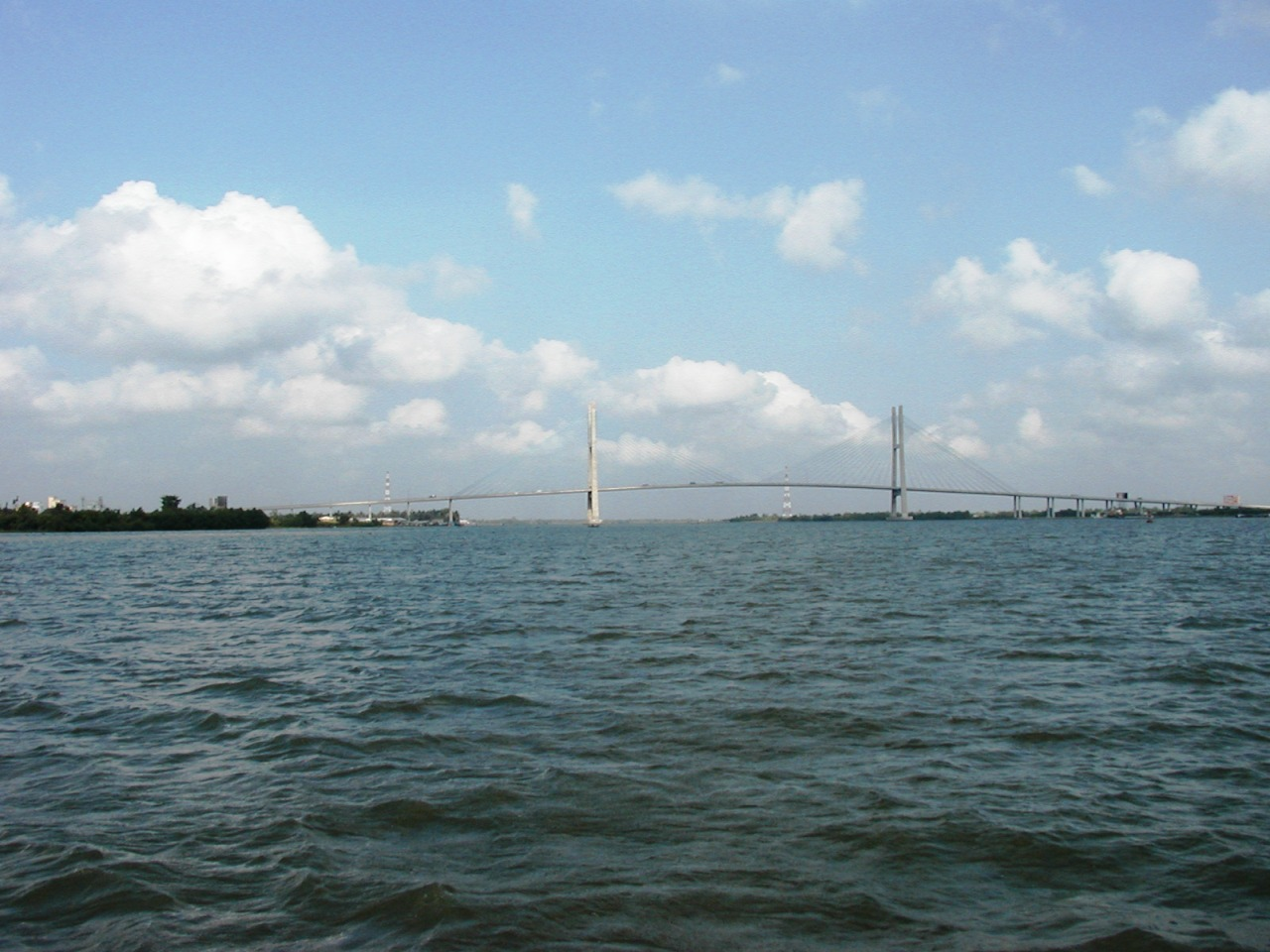
Sông Tiền đoạn phía trên cầu Mỹ Thuận.

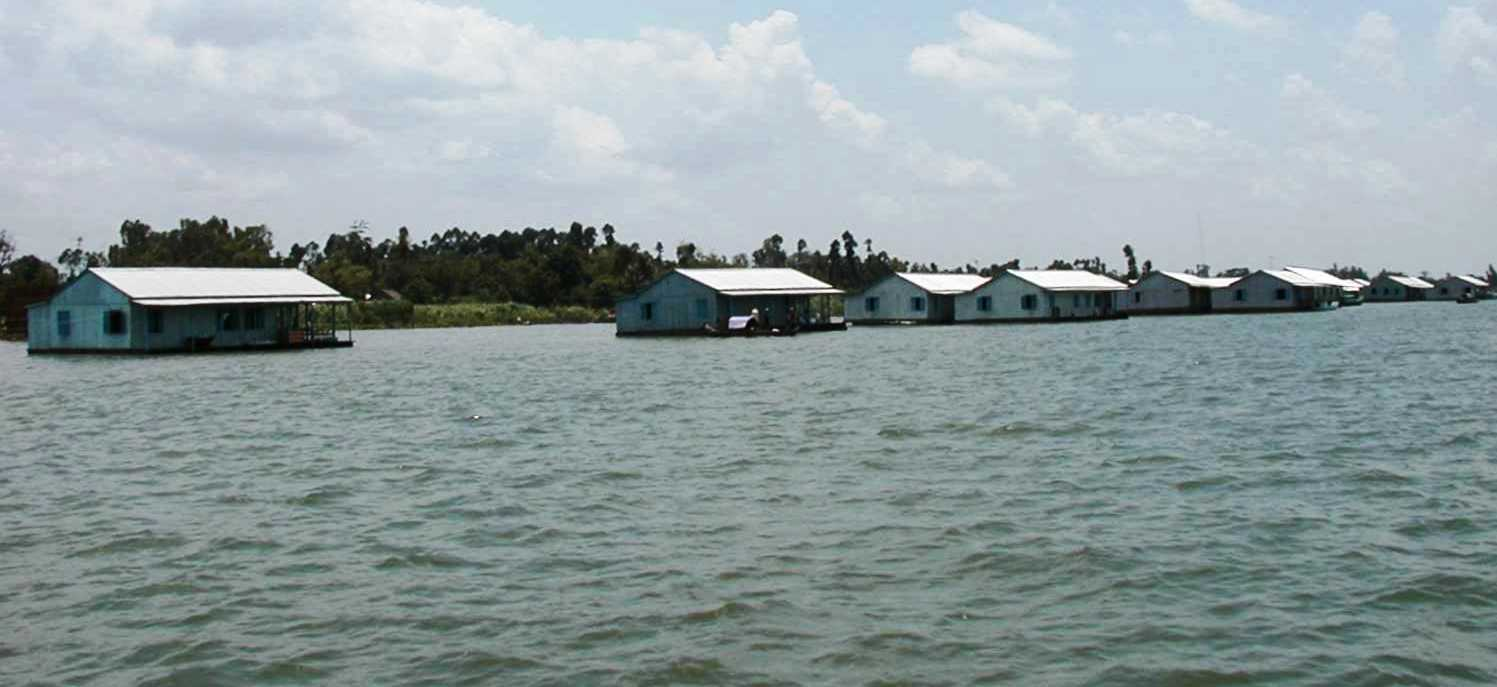
Nuôi cá trên Sông Tiền, vùng Cao Lãnh, Đồng Tháp.

## Các cây cầu
- Cầu Tân Châu – Hồng Ngự, nối Đồng Tháp với An Giang (dự án)
- Cầu Chợ Mới – Tân Long, nối Đồng Tháp với An Giang
- Cầu Cao Lãnh, nối thành phố Cao Lãnh với huyện Lấp Vò, Đồng Tháp
- Cầu Mỹ Thuận, nối Tiền Giang với Vĩnh Long
- Cầu Mỹ Thuận 2, nối Tiền Giang với Vĩnh Long
- Cầu Rạch Miễu, nối Tiền Giang với Bến Tre
- Cầu Ba Lai, Bến Tre
- Cầu Hàm Luông, nối thành phố Bến Tre với huyện Mỏ Cày Bắc, Bến Tre
- Cầu Cổ Chiên, nối Bến Tre với Trà Vinh